# Sorex mccarthyi
Sorex mccarthyi és una espècie d'eulipotifle de la família de les musaranyes (Soricidae). És endèmica d'Hondures. Té el pelatge de color marró. El seu hàbitat natural són les selves nebuloses situades a altituds d'aproximadament 2.560 msnm. L'espècie fou anomenada en honor de Timothy J. McCarthy. Com que fou descoberta fa poc, encara no se n'ha avaluat l'estat de conservació.